# Эстрада, Диего (легкоатлет)
Хуан Диего Эстрада Константино (исп. Juan Diego Estrada Constantino; род. 19 декабря 1989, Чильчотла, Пуэбла) — мексиканский и американский легкоатлет, специалист по бегу на длинные дистанции и марафону. Выступал за сборные Мексики и США по лёгкой атлетике в 2010-х годах, победитель и призёр крупных международных стартов на дорожке и на шоссе, участник летних Олимпийских игр в Лондоне.

## Биография
Диего Эстрада родился 19 декабря 1989 года в городе Чильчотла, штат Пуэбла.
Занимался лёгкой атлетикой во время учёбы в США, состоял в легкоатлетической команде старшей школы Alisal High School в Салинасе. Неоднократно принимал участие в различных школьных соревнованиях, в частности трижды отбирался на чемпионат штата Калифорния в дисциплине кросс-кантри.
Продолжил спортивную карьеру в Университете Северной Аризоны во Флагстаффе, в 2011—2013 годах представлял университетскую команду на чемпионатах Национальной ассоциации студенческого спорта.
Впервые заявил о себе на международном уровне в сезоне 2012 года, когда вошёл в основной состав мексиканской национальной сборной и благодаря череде удачных выступлений удостоился права защищать честь страны на летних Олимпийских играх в Лондоне. В программе бега на 10 000 метров показал результат 28:36,19, расположившись в итоговом протоколе соревнований на 21-й строке.
В 2013 году бежал 5000 метров на чемпионате мира в Москве.
В 2014 году одержал победу на чемпионате США по бегу по шоссе на 5 км в Провиденсе.
В 2015 году выиграл чемпионат США по полумарафону в Хьюстоне.
Начиная с 2016 года пробовал себя на марафонской дистанции, в частности в этой дисциплине пытался пройти отбор на Олимпийские игры в Рио-де-Жанейро, но на олимпийском отборочном забеге в Лос-Анджелесе сошёл в дистанции. Также в этом сезоне с результатом 2:13:56 финишировал восьмым на Чикагском марафоне.
В 2017 году занял 16-е место на Чикагском марафоне (2:15:19).
В 2018 году представлял США на чемпионате мира по полумарафону в Валенсии, где с результатом 1:03:59 занял итоговое 68-е место.
В 2019 году в третий раз пробежал Чикагский марафон, обновив здесь свой личный рекорд — 2:11:54.